# Personaggi di Phil dal futuro
Qui di seguito sono elencati i personaggi della serie TV Phil dal Futuro.

## Personaggi principali
- Phillip "Phil" Andrew Diffy (stagioni 1-2), interpretato da Ricky Ullman, doppiato da Fabrizio De Flaviis[1].
È il protagonista della serie. È un ragazzo nato nel 2104[La pagina Phil Diffy prima dell'unione diceva 2106, mentre su internet ho trovato anche 2107] e ha 15 (1ª stagione) e 16 anni (2ª stagione). Con la famiglia, è andato in vacanza nel passato, ma la macchina del tempo si è rotta e sono rimasti bloccati nel 2003. Phil è nato nel 2106. Nel 2121 è andato in vacanza con i genitori indietro nel tempo, alla preistoria. Hanno passato dei giorni tranquilli, ma durante il viaggio di ritorno, quando si fermarono nel 2005, non riuscirono più a far ripartire la macchina del tempo, così la famiglia Diffy è rimasta bloccata nel XXI secolo. Phil va alla scuola H.G. Wells al nono e decimo grado. La sua migliore amica, Keely Teslow, ha saputo che veniva dal futuro nell'episodio Pomodoro con...dito, quando lei e Phil dovevano andare a schiacciare pomodori con i piedi. Il problema è che quelli del 2121 hanno solo quattro dita dei piedi, e non cinque. Così son sorti problemi, e Phil ha dovuto dire la verità. Phil sa guidare lo skyak, una macchina futuristica. Inoltre, è molto bravo in algebra, ma ha molti problemi in ortografia poiché da piccolo gli hanno insegnato fin dall'inizio a scrivere al computer. Phil ha una cotta per Keely. Sin dalla prima volta che l'ha vista ne è stato attratto. Dopo che sono diventati amici, i due tengono nascosti i loro sentimenti. Ma emergeranno nell'ultimo episodio, Ritorno al futuro (non il film), quando si metteranno insieme.

- Piama "Pim" Anne Diffy (stagioni 1-2), interpretata da Amy Bruckner, doppiata da Eva Padoan[1].
Pim è la sorella di Phil Diffy, nata nel 2109. Non le piace il 2003 e desidera con tutto il cuore di tornare nel 2121. È compagna di classe di Debbie Berwick. È spietata e crudele e vuole conquistare il mondo. Nella prima stagione, la sua amica-nemica è Debbie Berwick, ragazzina che trova che tutto il mondo e tutte le cose esistenti siano "felici". Pim, quando fa così, non la può proprio sopportare e distrugge tutto quello che la circonda. Addirittura, la madre l'ha portata a fare yoga, ma a Pim i nervi saltarono ancora di più scoprendo che la maestra era Debbie. Un'altra persona che Pim non può sopportare nella prima stagione è Bradley Benjamin Farmer, che ha una cotta per lei. Nella seconda stagione, l'amico-nemico di Pim è Lil'Danny Dawkins, che la cerca in continuazione perché innamorato. Pim ha anche una nemica che appare nella seconda stagione, Candida, che è a capo del gruppo delle Zombie Modaiole, come le chiama lei. Candida snobba molto Pim, ma la ragazza gliela fa sempre pagare. Pim ha il vizio di parlare tra sé e sé, e molto stranamente le persone di cui sparlava le appaiono davanti e fanno commenti assurdi su quello che Pim diceva.
- Lloyd Michael Diffy (stagioni 1-2), interpretato da Craig Anton, doppiato da Massimo Rossi[1].
È il padre maldestro di Phil e Pim, nato nel 2083. Cerca in continuazione di aggiustare la macchina del tempo, ma con scarso successo. Ha comprato la macchina del tempo in un negozio di poco conto solo perché c'era lo scivolo. Questo è uno dei motivi per cui la famiglia Diffy è rimasta bloccata indietro nel tempo al 2003. Lloyd ha l'ossessione di non far sapere a nessuno il loro segreto, perché se poi lo vengono a sapere quelli della CIA faranno troppe domande sul futuro e allora ci sarà una catastrofe naturale. Quando ha saputo che il vicepreside Hackett era il loro vicino, è andato in escandescenza poiché Hackett aveva già sospetti sulla famiglia Diffy e pensava fossero alieni.
- Barbara Louise Speckle Diffy (stagioni 1-2), interpretata da Lise Simms, doppiata da Alessandra Korompay[1].
È la madre di Phil e Pim, nata nel 2085. È una casalinga. Adora il 2005, infatti le piace tantissimo cucinare di quel periodo (anche se con scarsi risultati) e pulire la casa alla maniera "antica". Inoltre le piacciono gli spettacoli teatrali. Fa yoga e aiuta sempre Pim nel momento del bisogno.
- Keely Lisa Teslow (stagioni 1-2), interpretata da Alyson Michalka, doppiata da Gemma Donati[1].
È la migliore amica di Phil, nata nel 1990, e l'unica a sapere che l'amico viene dal futuro. Prima di conoscere Phil, faceva parte del miglior gruppo della scuola assieme all'amica Tia. Ma siccome aveva bisogno di aiuto in algebra, e Phil era molto bravo in materia, si misero d'accordo per andare a fare ripetizioni, e da lì diventarono amici. A Keely piacciono lo shopping, i gatti e da grande vorrebbe diventare giornalista. Ha una cotta per Phil e solo nell'ultimo episodio, Ritorno al futuro (non il film), riusciranno a mettersi insieme. Keely ha saputo del segreto di Phil nell'episodio Pomodoro con...dito, quando lei e Phil dovevano andare a schiacciare pomodori con i piedi. Il problema è che quelli del 2121 hanno solo quattro dita dei piedi, e non cinque. Così, per tenere nascosto questo fatto, son sorti problemi e alla fine Phil ha dovuto dire la verità. All'inizio Keely è rimasta sbigottita incredula, ma quando ha visto lo skyak (un aggeggio tecnologico) non ha potuto negare l'evidenza.
- Curtis (stagioni 1-2), interpretato da J.P. Manoux, doppiato da Francesco Meoni[1].
Curtis (interpretato dalla stessa persona che fa il vicepreside) è un uomo primitivo trasportato nel nostro secolo per errore, in quanto si è intrufolato involontariamente nella macchina del tempo dei Diffy durante il loro viaggio nella preistoria.

## Personaggi ricorrenti

### Compagni della scuola di Phil
- Seth Wosmer (stagione 1), interpretato da Evan Peters.
È un "amante dell'algebra", primo amico del passato di Phil. È membro del gruppo scolastico di biliardo. Lavora per i ragazzi dell'ultimo anno, pulendo il bagno e fungendo da idraulico molto esperto; come ricompensa riceve l'invito ad alcune feste.
- Tia (stagione 1), interpretata da Brenda Song.
Compare solo nella prima stagione, nella seconda viene sostituita da Via, poiché Brenda Song era già impegnata a girare Zack e Cody al Grand Hotel. È la migliore amica di Keely. Nel primo episodio, lei e Keely facevano parte del gruppo della scuola più "in". Ma poi le due ragazze hanno preferito stare con Phil. È amante dello shopping e delle feste. Per farsi suggerire da Phil i compiti di algebra, gli chiede se hanno lo stesso risultato, e poi lo annota.
- Owen (stagione 2), interpretato da Michael Mitchell, doppiato da Andrea Mete[1].
È un nuovo amico di Phil e Keely, che si può dire sostituisca Seth. Ci prova con tutte le ragazze.
- Via (stagione 2), interpretata da Juliet Holland-Rose.
La prima persona che Via ha conosciuto è stato Phil, che in quel periodo, per l'assenza di Tia, doveva dedicarsi a Keely facendo tutte le cose da femmina, si era stufato e ha voluto far conoscere le due ragazze. Così Via è diventata una nuova amica di Keely.

### Compagni della scuola di Pim
- Debbie Berwick (stagione 1), interpretata da Kay Panabaker, doppiata da Benedetta Gravina[1].
Amica-nemica di Pim. Prepara tutti i giorni biscotti, ed è sempre in ricerca di fondi per i più poveri. Trova che tutto il mondo e tutte le cose esistenti siano "felici". Pim, quando fa così, non la può proprio sopportare. Durante la festa di Halloween, si scopre che Debbie in realtà è un cyborg mandato dal 2121 a fin di bene, ma è andato in tilt e si è rivoltato. Così, la dolce e "felice" Debbie si è tramutata in uno spietato despota, ma alla fine i buoni riescono a distruggerla.
- Bradley Benjamin Farmer (stagione 1), interpretato da Rory Thost.
È un giovanissimo direttore d'orchestra, che in più occasioni aiuta Pim a portare a termine i suoi "malefici" piani. Trova la ragazza affascinante, anche se per un periodo è stato il ragazzo di Debbie.
- Lil'Danny Dawkins (stagione 2), interpretato da Brandon Smith.
È innamorato di Pim, a cui piace passare tempo con lui, ma lo rifiuta. In un episodio, gli capita di trovare in mano il Magicoso di Phil; premette un tasto che gli faceva parlare spagnolo.
- Candida, interpretata da Spencer Locke. Il capo delle Zombie Modaiole, snobba Pim, ma alla fine è sempre quella che ha la peggio.

### I professori di Phil e Pim
- Mr. Messerschmidt (stagione 2), interpretato da Joel Brooks.
È un professore di Phil e Keely. È avaro, crudele, e tortura gli alunni con orrendi e terribili test impossibili da completare. Cerca di impedire ai suoi allievi di essere promossi. Ha una sorella coi baffi che ha un figlio (sempre con i baffi, anche se è un bambino) a cui Phil e Keely hanno dovuto badare.
- Vicepreside Neal Hackett (stagioni 1-2), interpretato da J.P. Manoux, doppiato da Francesco Meoni[1].
È il vicepreside della scuola di Phil e Pim. È convinto che i due alunni abbiano origini aliene e fa sempre il ficcanaso per sapere la verità. Compare sia nella prima stagione che nella seconda. Nella seconda stagione diventerà il vicino di casa dei Diffy e si metterà in mezzo ai loro affari ancora di più. In un episodio, viene in possesso del Magicoso di Phil, avendo la conferma che i suoi vicini sono alieni. Ma l'ingegno dei ragazzi risolverà la situazione. L'attore che interpreta Hackett è lo stesso che interpreta Curtis, l'uomo delle caverne.